# Zaltbommel vasútállomás
Zaltbommel vasútállomás vasútállomás Hollandiában, Zaltbommel községben, Zaltbommel településen.

## Vasútvonalak
Az állomást az alábbi vasútvonalak érintik:
- Utrecht–Boxtel-vasútvonal

## Kapcsolódó állomások
A vasútállomáshoz az alábbi állomások vannak a legközelebb:
- Geldermalsen vasútállomás
- ’s-Hertogenbosch vasútállomás